# Ошље
Ошље је насељено место у саставу општине Дубровачко приморје, Дубровачко-неретванска жупанија, Република Хрватска.

## Историја
До територијалне реорганизације у Хрватској налазило се у саставу старе општине Дубровник.

## Становништво
На попису становништва 2011. године, Ошље је имало 120 становника.
| Број становника по пописима | Број становника по пописима | Број становника по пописима | Број становника по пописима | Број становника по пописима | Број становника по пописима | Број становника по пописима | Број становника по пописима | Број становника по пописима | Број становника по пописима | Број становника по пописима | Број становника по пописима | Број становника по пописима | Број становника по пописима | Број становника по пописима | Број становника по пописима |
| --------------------------- | --------------------------- | --------------------------- | --------------------------- | --------------------------- | --------------------------- | --------------------------- | --------------------------- | --------------------------- | --------------------------- | --------------------------- | --------------------------- | --------------------------- | --------------------------- | --------------------------- | --------------------------- |
| 1857                        | 1869                        | 1880                        | 1890                        | 1900                        | 1910                        | 1921                        | 1931                        | 1948                        | 1953                        | 1961                        | 1971                        | 1981                        | 1991                        | 2001                        | 2011                        |
| 368                         | 327                         | 335                         | 350                         | 400                         | 411                         | 372                         | 382                         | 343                         | 337                         | 295                         | 254                         | 171                         | 118                         | 96                          | 120                         |

Напомена: Садржи податке за бивше насеље Горица од 1857. до 1971. које је 1900. и 1910. исказивано као насеље.

### Попис1991.
На попису становништва 1991. године, насељено место Ошље је имало 118 становника, следећег националног састава:
| Попис 1991.‍ | Попис 1991.‍ | Попис 1991.‍ | Попис 1991.‍ | Попис 1991.‍ |
| ----------- | ----------- | ----------- | ----------- | ----------- |
|             |             |             |             |             |
| Хрвати      | Хрвати      |             | 116         | 98,30%      |
| Црногорци   | Црногорци   |             | 1           | 0,84%       |
| непознато   | непознато   |             | 1           | 0,84%       |
| укупно: 118 |             |             |             |             |